# Medio Cudeyo
Medio Cudeyo è un comune spagnolo di 7 393 abitanti situato nella comunità autonoma della Cantabria, comarca di Trasmiera.
Posto nella parte sud della baia di Santander, sulle rive delle rias di Solìa e San Salvador, è attraversato dai fiumi Miera, Pámares e Cubon. Nel suo territorio collinare si elevano i massicci di Gádara e Peña Cabarga all'altitudine di 567 metri s.l.m., dichiarato località d'interesse culturale.
Il comune è formato dai dieci nuclei abitati: Ánaz, Ceceñas, Heras, Hermosa, San Salvador, San Vitorez, Santiago de Cudeyo, Sobremazas, Solares e Valdecilla, che è il capoluogo, ed è distante 18 km da Santander, capitale della Cantabria.
L'economia locale, basata tradizionalmente sull'attività agropastorale e di sfruttamento forestale, trae oggi i suoi mezzi principalmente dall'industria, che occupa il 40,2% della popolazione attiva soprattutto nei poligoni industriali di Sobremazos e Solares, e dai servizi.

## Storia
Dai reperti archeologici trovati nel territorio comunale e nei dintorni si evince che la presenza umana in questa zona risale al paleolitico e gli insediamenti umani stabili all'età del ferro.
Nel medioevo, intorno all'anno 1000, si formarono vari abitati nelle vicinanze di chiese e monasteri fra i quali il centro di Santa Maria de Cudeyo e la partecipazione dei cittadini alla presa di Siviglia nel 1248 valse loro la riconoscenza del re Ferdinando III "Il Santo", che li esentò dal pagamento delle imposte alla Corona. La presenza della potente famiglia dei Velasco e di altre famiglie nobili non impedì il formarsi dei consigli popolari che, in regime di realengo, cioè di dipendenza diretta dal re, formarono la Junta de Cordeyo della Merindad de la Trasmiera, della quale facevano parte 7 degli attuali paesi del comune di Medio Cudeyo sul totale dei 26 paesi componenti. Per l'eccessiva estensione la Junta si divise in tre parti, una delle quali si chiamò Tercio de Emmedio, che diede poi luogo nel 1822 al nome e al comune costituzionale di Medio de Cudeyo, appartenente al distretto giudiziale (partido judicial) prima di Santoña, poi di Santander, infine divenne essa stessa capoluogo di un distretto col suo nome.
Nel 1827 si fondò il Balneario de Solares per le cure e il soggiorno termale, cui si aggiunse l'apparato d'imbottigliamento dell'acqua minerale.
Negli ultimi anni l'apertura dell'autostrada da Santander a Bilbao, che attraversa il territorio comunale, ha favorito sia il turismo che l'impianto di imprese industriali.

## Monumenti e luoghi d'interesse
- Castros de Castilnegro y de Peñarrubia, sono resti di due castra cantabri risalenti il primo all'età del ferro e il secondo in epoca anteriore al I secolo.
- Pico del castillo, castello posto sul picco omonimo a Solares, interessante esempio di architettura medievale dei secoli VIII-IX.
- Palacio de los marqueses de Valbuena, del XVIII secolo, dichiarato bien de intéres cultural.
- Torre de Alvarado, a Heras del 1573.
- Casa solariega de los Cuetos', del XVI secolo, dichiarata bene d'interesse culturale, a Sobremazas.
- Santa Maria, chiesa di Valdecilla iniziata nel XV secolo poi trasformata più volte fino al XIX secolo.
- San Miguel Arcangel, chiesa ad Añaz dei secoli XVI-XVIII.
- San Juan Bautista, chiesa di Hermosa dei secoli XVII-XVIII.
- Ermita de San Roque, ad Hermosa, del secolo XVIII.
- San Roque, chiesa dei secoli XIX - XX a Valdecilla.
- San Pedro, chiesa a Solares dei secoli XVII-XVIII.
- Santa Catalina, chiesa dei secoli XVII e XIX a San Vitores.
- San Justo, chiesa di San Salvador del XX secolo.
- San Vicente Martir, chiesa del 1763 a Valdecilla.
- Humilladeros a Sobremazas, Hermosa e Valdecilla. Si dicono humilladeros le croci monumentali poste all'ingresso dei paesi che possono essere fissate all'interno di cappelle od oratori. In questo caso sono all'interno di costruzioni a pianta quadrata con tetto a quattro acque.

## Feste
- Semana Santa serie di celebrazioni religioso folcloristiche della Settimana Santa, particolarmente nota è la celebrazione del Giovedì Santo.
- San Vicente Morcillero il 22 gennaio a Ceceñas.
- San Juan Bautista il 24 giugno ad Ánaz.
- San Pedruco il 29 giugno a Solares.
- Santiago il 25 luglio a Santiago de Cudeyo.
- San Salvador il 5 agosto a san Salvador.
- Santa Maria de Cudeyo il 15 agosto a Solares ed anche a valdecilla.
- Festa di Sobremazasil 27 agosto.
- Santa Lucia il 13 dicembre a Hermosa.
- San Esteban il 26 dicembre a Sobremozas.
- San Juan el Pajaron il 27 dicembre ad Ánaz.